# Saint-Yvy
Saint-Yvy é uma comuna francesa na região administrativa da Bretanha, no departamento Finisterra. Estende-se por uma área de 27,11 km². Em 2010 a comuna tinha 3 269 habitantes (densidade: 120,6 hab./km²).